# 조나단 델 아코

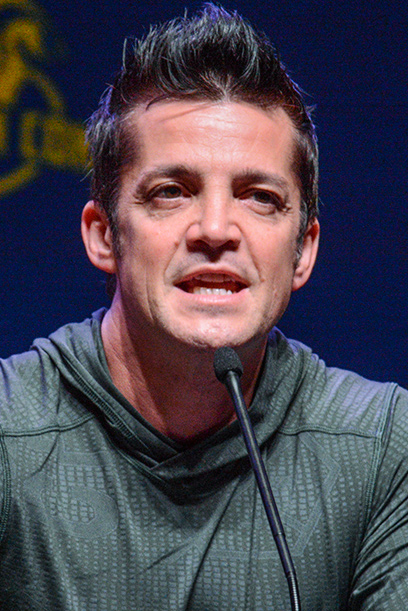

조너선 델 아코(Jonathan Del Arco, 1966년 3월 7일 ~ )는 우루과이 출신의 미국 배우이다.

## 출연 작품

### 영화
- 거리의 청춘 (1989, Lost Angels)
- 맘보 킹 (1992)
- True Rights (2000)

### 텔레비전
- 마이애미의 두 형사 (1987)
- 스타 트렉: 더 넥스트 제너레이션 (1992-93)
- 케빈은 열두살 (1993)
- 스타 트렉: 보이저 (2001)
- 닙턱 (2003)
- 크로싱 조던 (2004)
- 24 (2005)
- 소프라노스 (2006)
- 클로저 (2007-12)
- 돌하우스 (2009)
- 메이저 크라임 (2012-18)
- NCIS (2016)
- 스타트렉: 피카드 (2020)
- 시카고 메드 (2022)